# 불볼락
불볼락은 일명 열기로 불리기도 하는데, 그물과 주낙으로 주로 잡는 어종이다. 매운탕과 회로도 먹지만, 내장과 뼈를 제거하고, 해수에 염장한 뒤 해풍에 말려 구워먹기도 한다.